# جولین سابل
جولین سابل (انگلیسی: Julien Sablé؛ زادهٔ ۱۱ سپتامبر ۱۹۸۰) بازیکن فوتبال اهل فرانسه است.
از باشگاه‌هایی که در آن بازی کرده‌است می‌توان به باشگاه فوتبال لانس، باشگاه فوتبال سن-اتین، باشگاه فوتبال باستیا، و باشگاه فوتبال نیس اشاره کرد.
وی همچنین در تیم‌های ملی فوتبال France national under-16 football team، زیر ۱۷ سال فرانسه، و زیر ۲۱ سال فرانسه بازی کرده‌است.